# منظمة أربيد أديلت

## نبذة تاريخية
تأسست منظمة ربييد اديلت على يد بيتسى بيرك ، وهى أول منظمة فعالة تنادى بحقوق المرأة في هولندا. وجاءت فكرة تأسيسها من الجدل الذي أثير في هولندا في  القرن التاسع عشر على يد مينيت ستورم حول امكانية حصول المرأة على التعليم في مختلف المهن. حيث كان أهم الاغراض من المنظمة هو العمل على زياده فرص حصول المرأة في التعليم والعمل وتقديم الدعم لها حتى تستطيع ان تدعم هي نفسها سواء مهنيا أو تعليميا.
في عام 1870 بدأت النساء في تصنيع وبيع منتجات الصليب الاحمر
ورأت بيتسي بيرك أن ذلك يشكل فرصة لتشجيع المزيد من النساء على بيع اعمالهن.
في أكتوبر 1871  أسست  بيتسى الجمعية العامة للمرأة الهولندية مع صدور مجلة خاصة بها.  
ركزت هذه الجمعية جهودها منذ تأسيسها على النساء الغير متزوجات من الطبقة العليا.
ونظمت الجمعية معرضا في دلفىت في ديسمبر 1971 حيث يمكن شراء المنتجات التي تحمل أسماء من صناعها  من النساء؛ حيث كان الهدف منها ابراز حقيقة وهي ان هؤلاء النساء قادرات على تحقيق الربح أيضا وكانت ظاهرة جديدة من نوعها، ونجح هذا المعرض نجاحا هائلا حيث زارته الملكة الهولندية.

## انقسامات وإعادة توحيد
في أبريل 1872  ادت الصراعات داخل الجمعية إلى انقسام أعضاء مجلس الجمعية؛ حيث قرر جزء من أعضاء الجمعية تقديم الدعم إلى جمعية تيسلشيد.
المسماة على اسم ماريا  رومرز فسكيشرز. وكانت تأمل هذه المنظمة تكيز الجهود على النساء التي لم يحالفها الحظ في بيع منتجانتها دون ذكر اسمائهم وجاء ذلك مخالفا لما ارادته بيتسى وهو جعل النساء الأكثر ثراءا بيع منتجاتهم تحت أسماء خاصة بهم.  
في عام 1947 قررت المؤسستان الانضمام من جديد بعد معرض ناجحا عن العمل، ولكن بسبب المناقشات حول الأمور التنظيمية  لم يتم الاتحاد فعليا بينهما حتى عام  1953  . منذ ذلك الحين وحتى وقتنا هذا اصبحتا جمعية واحدة تحت مسمى «جمعيد تيسلشيد ربيد اديلت».
ومن الجدير بالذكر ان المنطقة الحرة للتجارة وفي جميع انحاء هولندا تضم العديد من المتاجر التي تستطيع النساء بيع منتجاتهن.  وقامت المنظمة بإنشاء صندوقان الأول لدعم الطالبات تحت مسمى «صندوق بيتسى بيرك» والاخر لدعم النساء المتقاعدات اللاتى لايستطعين تقديم الدعم لانفسهم تحت مسمى «صندوق زيجر فوندز».

1. ↑  وصلة مرجع: https://hdl.handle.net/11653/arch732.
2. 1 2  "Nationaal Ontwerp Archief". اطلع عليه بتاريخ 2024-03-01.
3. 1 2  مذكور في: فنانو معهد هولندا لتاريخ الفن. مُعرِّف فناني معهد هولندا لتاريخ الفن (RKDartists): 425007. الوصول: 1 مارس 2024. لغة العمل أو لغة الاسم: الهولندية.